# 加佐駅
加佐駅（カジャえき）は、大韓民国ソウル特別市西大門区南加佐洞にある韓国鉄道公社（KORAIL）の駅である。

## 乗り入れ路線
乗り入れている路線は、正式な路線名称上は京義線と龍山線の2路線であるが、両線とも京義・中央線の一部区間として旅客輸送がなされていて一体的に利用されているため、駅では基本的に「京義・中央線」として案内表示がされている。K315の駅番号が付与されている。

## 駅構造
島式ホーム1面2線の地上駅と相対式ホーム2面2線の地下駅。地上ホームからはソウル方面の列車が、地下ホームからは龍山方面の列車が発着する。いずれのホームにもフルスクリーンタイプのホームドアが設置されている。改札口は地下に位置する。

### のりば
| 地上（京義線）ホーム（1F）                   |   |               |                                              |
| ↑ 新村 \| １２ \| デジタルメディアシティ ↓   | 1 | ●京義・中央線 | 新村・ソウル方面                             |
| ↑ 新村 \| １２ \| デジタルメディアシティ ↓   | 2 | ●京義・中央線 | 幸信・一山・文山方面（ソウル方面からの列車） |
| 地下（龍山線）ホーム（B4F）                  |   |               |                                              |
| ↑ 弘大入口 ３ \| ４ デジタルメディアシティ ↓ | 3 | ●京義・中央線 | 弘大入口・孔徳・龍山・清凉里・徳沼・龍門方面 |
| ↑ 弘大入口 ３ \| ４ デジタルメディアシティ ↓ | 4 | ●京義・中央線 | 幸信・一山・文山方面（龍山方面からの列車）   |

## 利用状況
近年の一日平均利用人員推移は下記のとおり。なお、2009年は開業日の7月1日から12月31日までの184日間の平均である。
| 路線          | 路線     | 2009年 | 2010年 | 2011年 | 2012年 | 2013年 | 2014年 | 2015年 | 2016年 | 2017年 | 2018年 | 出典  |
| ------------- | -------- | ------ | ------ | ------ | ------ | ------ | ------ | ------ | ------ | ------ | ------ | ----- |
| ●京義・中央線 | 乗車人員 | 378    | 435    | 476    | 544    | 1,552  | 1,810  | 3,092  | 4,394  | 4,835  | 5,135  | [ 1 ] |
| ●京義・中央線 | 降車人員 | 370    | 435    | 471    | 537    | 1,560  | 1,805  | 3,014  | 4,096  | 4,484  | 4,743  | [ 1 ] |
| ●京義・中央線 | 乗降人員 | 748    | 870    | 947    | 1,081  | 3,112  | 3,615  | 6,106  | 8,490  | 9,319  | 9,878  | [ 1 ] |
| 路線          | 路線     | 2019年 | 出典   |        |        |        |        |        |        |        |        |       |
| ●京義・中央線 | 乗車人員 | 5,444  | [ 1 ]  |        |        |        |        |        |        |        |        |       |
| ●京義・中央線 | 降車人員 | 5,030  | [ 1 ]  |        |        |        |        |        |        |        |        |       |
| ●京義・中央線 | 乗降人員 | 10,474 | [ 1 ]  |        |        |        |        |        |        |        |        |       |

## 駅周辺
- モレネ市場
- 弘済川（朝鮮語版）
- ソウル成沙中学校
- カジェウルニュータウン
- 中洞初等学校
- ワールドカップI'PARKアパート

## 歴史

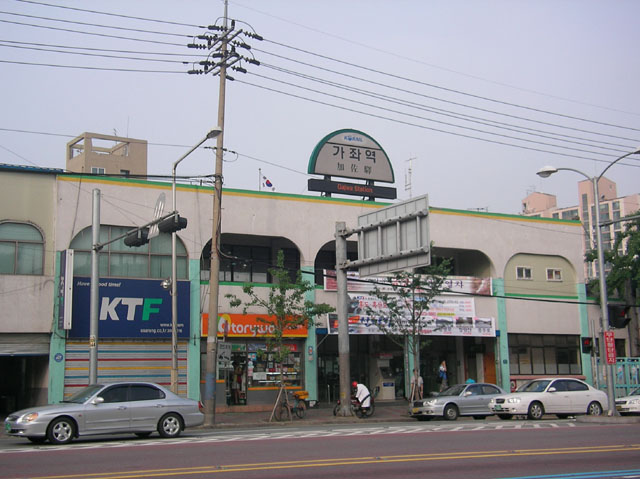
旧駅舎

- 1930年12月1日 - 信号場として営業開始。
- 1963年11月10日 - 無配置簡易駅に昇格。(新村駅管理)[2]
- 1969年10月1日 - 普通駅に昇格。[3]
- 1976年5月1日 - 旧駅舎が完成。
- 2005年5月2日 - 地上路線の撤去により龍山線の営業が中止となる。
- 2007年6月3日 - 当駅近くの線路が、京義線複線電鉄化工事及びホーム新設工事の影響による地盤沈下により長さ50メートル、幅30メートル、深さ50メートルにわたって陥没崩壊。ソウル駅から水色車両事業所に向かう列車の運行に大きな支障が生じた。[4]
- 2009年7月1日 - 京義電鉄線がデジタルメディアシティ駅-汶山駅間で部分開業。一部列車がソウル駅まで乗り入れ（運行間隔は1時間毎）。
- 2012年
  - 8月20日 - 龍山線区間複線電鉄化工事中、地下加佐駅工事現場で列車衝突事故発生。[5]
  - 12月15日 - 龍山線が京義電鉄線の一部として再開業し、地下駅化された当駅を経由して、孔徳駅まで開通。

## 隣の駅
韓国鉄道公社
●京義・中央線（ソウル方面）
京義急行・緩行（京義急行はデジタルメディアシティ駅〜ソウル駅間は各駅に停車）
デジタルメディアシティ駅 K316 - 加佐駅 K315 - 新村駅 P314
●京義・中央線（龍山方面）
龍山急行
通過
中央急行・緩行
デジタルメディアシティ駅 K316 - 加佐駅 K315 - 弘大入口駅 K314